# AV事務所
AV事務所（エーブイじむしょ）とは、アダルトビデオ(AV)に出演するAV女優をマネージメントする芸能事務所のことである。AVプロダクションとも記述される。AVメーカーにAV女優を売り込み、出演料を折半する。混同されやすいが制作販売業であるAVメーカーとは異なる。

## AV事務所のルーツ
AVが誕生した1980年代、AVメーカー（製造側）が別会社として事務所を設置した。当初は直接雇用、契約していたものの出演者の契約体制を守る意味で別組織としたものである。AVメーカーバックのAV事務所、関係性の深い企業は現在も存在する。
AV女優経験を持つライターのたかなし亜妖は、ありようとしては一般的な芸能事務所と変わらず、声優専門の事務所や歌手専門の事務所があるのと同じく、アダルト専門の芸能事務所と記述している。
AV女優の人権、給与問題を守るため2016年に業界の有志が母体をつくり、2017年に一般社団法人の「日本プロダクション協会」(JAPAN PRODUCTION GUILD＝JPG)」が設立された。大手プロダクション十数社が加盟している。翌年4月にJPG非加盟プロダクションがまとまり「第二プロダクション協会」（SPA）を設立。後述のように、協会設立以降は、2団体どちらかの協会加盟事務所所属でなければ、適正AVに出演ができない。
かつては旧フィットワンのように一般的な芸能事務所の一部門として存在する企業もあった（2008年にAV女優部門を分社、現ハーベスターズ）。
日本の現行法では性行為を労働とみなすことは違法であり、すべての事務所が「個人事業主たるAV女優がマネージメントの部分を外部委託している」契約体型を取っている。この関係性が同一体系を取る芸能事務所とされる所以である。2016年時点の状況としてライターの荒井禎雄は、事務所はメーカーと出演を希望する演者の間に挟まれリスクの大部分を負う存在と記述している。ただしいわゆるエージェント制をとっていない限り、個人事業主である女優を守れる唯一の組織であり、2004年のバッキー事件では被害申告者となっている。
かつてはホームページにAVと書かないなど勧誘手口に悪質な事務所も見られたが、AV人権倫理機構の指導により、2018年夏より明確にAVプロダクションと記載すること、告知することが義務付けられている。

## 単体系事務所と企画系事務所
かつては営業方法の違いにより、単体系、企画系に分けられていたが、女優歴の長寿化、零細事務所の合併等により混在している事務所も多い。AV女優引退後、知名度を生かしたタレント業をするものも増え、その窓口となる事務所も増えている。
ライターのたかなしは、事務所規模によっても売り出し方が異なるとし、所属100名を超える事務所を大規模事務所、50人以上を中規模、30人以下を小規模と区分している。これは公式サイトで確認できるモデル数ではなく、未掲載の在籍者を含む人数である。
代表的なAVプロダクション
長期専属または多数リリースの現役女優が計3名以上所属しているプロダクションをまとめる（2025年8月時点）。
| プロダクション                 | メーカー専属系                                                                               | 企画系                                                                       | タレント                                       |
| ------------------------------ | -------------------------------------------------------------------------------------------- | ---------------------------------------------------------------------------- | ---------------------------------------------- |
| T-POWERS                       | 天海つばさ、佐山愛、桜空もも、河合あすな、涼森れむ、七嶋舞、七ツ森りり、楪カレン、MINAMOなど | 波多野結衣、大槻ひびき、AIKA、森沢かな、月野江すい、胡桃さくら、虹村ゆみなど | 成瀬心美、佳苗るか、市川まさみなど             |
| バンビプロモーション Bstar     | 白石茉莉奈、本郷愛、浅野こころ、金松季歩、未歩なな、瀬戸環奈など                             | 皆月ひかる、藍芽みずき、五十嵐清華、小野坂ゆいかなど                         | あやみ旬果、天使もえ、跡美しゅり、渚みつきなど |
| mine's                         | 紗倉まな、小島みなみ、唯井まひろ、小倉由菜、八木奈々、河北彩伽、深田えいみなど               | 黒川すみれ、宍戸里帆、北岡果林など                                           | 上原亜衣（業務提携）、さつき芽衣               |
| ライフプロモーション           | 桃乃木かな、楓カレン、恋渕ももな、竹内有紀、根尾あかり、五日市芽依など                       | 栄川乃亜、二葉エマ、花音うらら、花狩まいなど                                 | 生田みく                                       |
| C-more ENTERTAINMENT           | JULIA、明里つむぎ、本庄鈴、青空ひかり、時田亜美、楓ふうあ、小花のんなど                      |                                                                              |                                                |
| リスタープロ                   | 山岸あや花、西條るり、莉々はるかなど                                                         | 望月あやか、月野かすみ、凰華りんなど                                         |                                                |
| エイトマン                     | 葵つかさ、一色桃子、吉高寧々など                                                             | -                                                                            |                                                |
| ディアスグループ               | 東凛、小野六花、朝妃りおなど                                                                 | 友田彩也香、卯水咲流、長瀬麻美など                                           | 涼宮琴音                                       |
| GG（旧プライムエージェンシー） | 木下凛々子、日下部加奈、川越にこなど                                                         | 星空もあ、美咲かんな、藤田ゆずなど                                           | 蒼井そら、七海なな、花咲いあんなど             |
| LINX                           | 白木優子、東條なつ、綾瀬天、柴崎はる、吉沢梨亜など                                           | 逢見リカ、沙月恵奈、天月あず、優梨まいななど                                 | 架乃ゆら                                       |
| DINO                           | 夏目響、月雲よるなど                                                                         | 乃木蛍、乃々瀬あいなど                                                       |                                                |
| NAXプロモーション              | 鈴村あいり、伊藤舞雪、松本菜奈実、百永さりな、森日向子など                                   | 藤森里穂、逢沢みゆ、静河など                                                 |                                                |
| ACT ENTERTAINMENT              | 新ありな、愛弓りょう、姫咲はな、七瀬アリスなど                                               | 木下ひまり、小那海あや、白石ももなど                                         |                                                |
| LIGHT                          | 西宮ゆめ、中山ふみか、石原希望、塔乃花鈴、松本いちかなど                                     | 弥生みづき、北野未奈、尾崎えりか、円井萌華、宮城りえなど                     | 枢木あおいなど                                 |

その他、Category:日本のAV事務所参照。

## AV事務所の役割
AV事務所の主だった役割はAV女優という職業に就くことのリスク説明と人権の保護、金銭とスケジュール管理である。『封印されたアダルトビデオ』（2012年）によると、「事務所は命をかけてでも所属するタレントを守る。しかし、タレントが仁義に反した行為を取った場合、その落とし前を付けさせる」と説明している。しかし、「バッキー事件に関しては、多くの場合、事務所ぐるみでAV女優を騙していたといわれる」とも記述している（著者の井川は、セカンドカメラマンとしてバッキー作品に関わったことがある。タイトルは『うんこ大戦』。ただし、「（バッキー作品の）『水地獄2丁目』では、撮影中に大怪我をしたAV女優の事務所がバッキーに猛抗議し、発売させなかったと言われている」とも書いている）。
前述の著書によればギャラの配分は、AV女優40%、事務所40%、20%がスカウトマン（マネージャー）となっている。AVマネージャーは、固定給そのものは同世代のサラリーマンより少ないが、このスカウトバックにより月収100万円になる場合もあったという。従って、スカウトもマネージャーにとっては必須のスキルとなってくる。
三宮つばきによると、海外（主に米国）では事務所の代わりに仕事別にエージェントを活用するが、日本では根付いていないため、プロダクションがなければ様々な搾取に遭いやすくなると述べている。

### 業界のルールと裁判、金額
同書では、デビュー直前にAV出演を拒んだAV女優（元グラビアアイドル）に対し、事務所が1億円の損害賠償を求めたケースを紹介している。この金額には、契約本数全て（何本かは明記されていない）と、当該AV女優に費やした経費が含まれている。
1億円というのは弁護士から送られてきた内容証明の金額だったが、裁判では約250万円にトーンダウンされた。内訳は、整形費用の立替が約20万円、家賃立替として約30万円、残りの約200万円がキャンセル料や信用下落に関するものだった。判決に関しては、整形に関する20万円の賠償が元AV女優に言い渡されている（ただし「二度とAVのような仕事をしないこと」と元AV女優に言い渡されている）。この金額については、「複数契約の大物としては、1億は高すぎるが、250万円は安すぎる」とAV関係者が話している。金額を250万円に減額した背景としては、「金銭を受け取ってセックスを行うのは、売春と同じ」という判断があり、事務所や関係者の立場の弱さからくるものである。しかし、この時の信用失墜は大きく、「小さな事務所なら2度と使ってもらえないレベル」とAVプロデューサーは語っている。

### 金銭（AV女優、マネージャー）
同書では、単体女優の出演料として1本200万円という金額が提示されている。これはレースクイーン、着エロ、AVという流れでAVデビューした「元グラビアアイドル」の肩書きを持つ19歳の場合である。同様に「元芸能人（着エロ）」としてデビューした場合、事務所から「月給80万円と住居保証」という条件が提示されたケースも記されている。ただし、事務所からは「来年は月50万、再来年は30万に下がるかもしれない」と不安を煽る発言もあった。なお、この「80万円」という金額は、AV撮影（ただし、単体女優の場合は月に1本）に留まらず、イベント、チャット、雑誌の撮影なども含まれている。また、AV女優の取り分は3割から5割なので、事務所の取り分は200万円以上と推測されている。出版された2012年の段階で月50万円の単体女優（本人の手取りは30万円以下）も存在するという。
他の事例としては、2005年頃の事例として「（単体AV女優の場合）1本当たり100万円-300万円」という数字が出てくる（AV女優の取り分は40%）。しかし、2009年以降、不況などの影響で価格が下がり、前述のような月50万のケースも出てきているという。単体女優に関しては「企画女優10人分の価値」とも書かれている。「10本契約で年1000万」という口説き文句も存在した。
AV女優には単体の他にキカタン（企画単体）と呼ばれる存在もあるが、単体が月1本しか撮影しないのに対し、キカタンは複数本撮影し、多い場合には10本程度になることも珍しくない。1本40-80万円程度なので、本数によれば、スカウトバックは単体よりキカタンの方が多くなる。
キカタンよりギャラの安いのが企画女優だが、総ギャラが5万円というケースもあるという。絡み（本番）のないスカトロ要員の場合、一日2万円というケースも紹介されている。なお、着エロの場合、半日以上の拘束で7000円、一日でも1万円未満という相場も記されている。
以上の通り、マネージャー（事務所）にとっては、AV女優のスカウトや営業も大事であるが、AV女優の管理（体調、精神面）も必要となってくる。撮影当日に無断欠勤されてしまうと、現場に穴が開くからである。差し替えが利く場合はともかく、撮影中止となると、当日のスタジオ代やスタッフの手当てなど（「バラシ」と呼ばれる）を保障しなければならなくなるからだ。寮で孤独死（夏場で腐乱が激しく、自殺かどうかも不明）したケースも紹介されている。この場合はデビュー前であり、既に何本も撮りだめしていたが、遺族感情を配慮し全てお蔵入りとなった。
また、年齢確認も重要な仕事であり、これを怠って18歳未満を出演させると犯罪となってしまう。18歳の高校生の場合、法的には問題ないが、校則等に配慮し採用はしていない。なお、19歳（非高校生）の場合であっても、未成年の契約は親（親権者）によって反故にされるケースがあり、2005年以降は採用しない事務所が増えたという。事務所では免許証などで確認するほか、パスポートと一緒に取りに行く、という方法も取っている。
以上のことを含み、2017年以降はAV人権倫理機構により、プロダクション締結者（JPGおよびSPA加盟プロダクション）でないとAV作品では絡みの撮影は行わないこととなった。フリーランスの女優はかさいあみ、三代目葵マリーが発起人となった「フリーAV女優連盟」に所属し、SPAに加盟し撮影に臨んでいる。またフリーAV女優連盟の交渉によりフリーランスの女優がSPA加盟事務所にマネージメント委託することも可能となった。
2019年3月より出演者に事前に渡す契約書の中での「総ギャラ開示」を明文化。これにより事務所ごとの取り分の違いも分かるようになり、フリーAV女優連盟共同発起人のかさいあみは事務所移籍の活発化を生んでしまったと、所属女優と事務所の関係性の悪化を危惧している。
「総ギャラ開示」はAV人権機構設立後も、人気女優とそこまで売れていない女優をセットでグロス交渉（バーター交渉）することができなくなる故、プロダクション側が最後まで拒んだ。しかし人事機構の危機感が相当なものだったことから最後は屈した。前述のように事務所移籍は活性化し、2020年と2022年では有名女優の移籍だけでも約2倍に増えた。葵いぶき、楓カレン、黒川すみれのように、いったん他事務所に移籍したのちに元の事務所に戻るというケースも出てきた。ライターのいんごまは「それだけ女優が主導権を握りやすくなったといえる現象」と言及している。
以上のように透明化が進んでいったが、2024年にAV人権倫理機構が解散すると、AV女優側から金銭未払いにまつわるSNSのポストが頻発。前述のかさいあみは業界すべてを見張る団体が必要と述べている。